# Maireana brevifolia
Maireana brevifolia är en amarantväxtart som först beskrevs av Robert Brown, och fick sitt nu gällande namn av Paul G. Wilson. Maireana brevifolia ingår i släktet Maireana och familjen amarantväxter. Inga underarter finns listade i Catalogue of Life.